# Delko/Saison 2021
Dieser Artikel listet Siege und Fahrer des Radsportteams Delko in der Saison 2021 auf.

## Siege
| Siege    | Siege                                                      | Siege      | Siege  | Siege               | Siege |
| Datum    | Rennen                                                     | Staat      | Klasse | Sieger              |       |
| -------- | ---------------------------------------------------------- | ---------- | ------ | ------------------- | ----- |
| 15. Apr. | Türkei-Rundfahrt, 5. Etappe                                | Türkei     | 2.Pro  | José Manuel Díaz    |       |
| 18. Apr. | Türkei-Rundfahrt, Gesamtwertung                            | Türkei     | 2.Pro  | José Manuel Díaz    |       |
| 17. Jun. | Litauische Meisterschaften, Einzelzeitfahren Männer        | Litauen    | CN     | Evaldas Šiškevičius |       |
| 27. Aug. | Tour Poitou-Charentes en Nouvelle-Aquitaine, Gesamtwertung | Frankreich | 2.1    | Connor Swift        |       |

### Weitere Siege
| Datum    | Rennen                                  | Kat. | Fahrer        |
| -------- | --------------------------------------- | ---- | ------------- |
| 20. Juni | Serbische Meisterschaft – Straßenrennen | CN   | Dušan Rajović |

## Fahrer
| Teamkader 2021                     | Teamkader 2021     | Teamkader 2021 | Teamkader 2021                             |
| Name                               | Geburtsdatum       | Land           | Vorheriges Team                            |
| ---------------------------------- | ------------------ | -------------- | ------------------------------------------ |
| Pierre Barbier                     | 25. September 1997 | Frankreich     | Natura4Ever-Roubaix Lille Métropole (2019) |
| Clément Berthet (1. Jan.–31. Jul.) | 2. August 1997     | Frankreich     | Vélo Club Ornans (2020)                    |
| Clément Carisey                    | 23. März 1992      | Frankreich     | Israel Cycling Academy (2019)              |
| Lucas De Rossi                     | 16. August 1995    | Frankreich     |                                            |
| Yacob Debesay                      | 28. Juni 1999      | Eritrea        | Équipe continentale Groupama-FDJ (2020)    |
| Alexandre Delettre                 | 25. Oktober 1997   | Frankreich     | VC Villefranche Beaujolais (2020)          |
| José Manuel Díaz                   | 18. Januar 1995    | Spanien        | Team Vorarlberg-Santic (2019)              |
| Alessandro Fedeli                  | 2. März 1996       | Italien        | Trevigiani-Phonix-Hemus 1896 (2018)        |
| Delio Fernández                    | 17. Februar 1986   | Spanien        | W52-Quinta da Lixa (2015)                  |
| Mauro Finetto                      | 10. Mai 1985       | Italien        | Unieuro Wilier (2016)                      |
| Biniam Girmay (1. Jan.–31. Mai)    | 2. April 2000      | Eritrea        | World Cycling Centre (2019)                |
| José Gonçalves                     | 13. Februar 1989   | Portugal       | Katusha-Alpecin (2019)                     |
| Eduard-Michael Grosu               | 4. September 1992  | Rumänien       | Nippo-Vini Fantini-Europa Ovini (2018)     |
| Mulu Hailemichael                  | 12. Januar 1999    | Äthiopien      | Dimension Data for Qhubeka (2019)          |
| August Jensen                      | 29. August 1991    | Norwegen       | Riwal Securitas (2020)                     |
| Justin Jules                       | 20. September 1986 | Frankreich     | Wallonie Bruxelles (2019)                  |
| Mathias Le Turnier                 | 14. März 1995      | Frankreich     | Cofidis (2020)                             |
| Atsushi Oka (1. Jan.–28. Apr.)     | 3. September 1995  | Japan          | Utsunomiya Blitzen (2019)                  |
| Eduard Prades                      | 9. August 1987     | Spanien        | Movistar Team (2020)                       |
| Dušan Rajović                      | 19. November 1997  | Serbien        | Adria Mobil (2019)                         |
| Evaldas Šiškevičius                | 30. Dezember 1988  | Litauen        | Sojasun (2013)                             |
| Julien Trarieux                    | 19. August 1992    | Frankreich     | AVC Aix-en-Provence (2017)                 |
|                                    |                    |                |                                            |
| Quelle: ProCyclingStats            |                    |                |                                            |